# Tetragoneura ardeiceps
Tetragoneura ardeiceps är en tvåvingeart som beskrevs av Freeman 1951. Tetragoneura ardeiceps ingår i släktet Tetragoneura och familjen svampmyggor. Inga underarter finns listade i Catalogue of Life.